# Микульските, Юстина
Юстина Микульските (лит. Justina Mikulskytė; род. 6 февраля 1996, Шяуляй) — литовская профессиональная теннисистка. Победительница 29 турниров ITF (шесть — в одиночном разряде).
С 2012 года Микульските представляет Литву на Кубке Билли Джин Кинг, где её рекорд W/L: 24—16.

## Спортивная карьера
В 2013 году вместе с соотечественницей Аквилле Паразинскайте стала победительнице парного разряда крупного международного юниорского турнира Czech International Junior Indoor Tennis Championships.
В 2014—2024 годах стала победительницей двадцати трёх турниров ITF в парном разряде.
И в 2019—2024 годах стала победительницей ещё шести турниров ITF в одиночном разряде.

### 2024
В середине мая 2024 года вместе с американкой Кристиной Роска стала победительницей парного разряда грунтового 75-тысячника ITF W75 Florida's Sports Coast Open в Зефирхилсе (США), где они в финале победили американок Анну Роджерс и Алану Смит со счётом 6-4, 6-4.
И в начале ноября 2024 года вместе с американкой Джейми Лёб вновь стала победительницей парного разряда 75-тысячника ITF W75 Tevlin Women's Challenger в Торонто (Канада), где они в финале победили Жюли Бельграве и Ясмейн Гимбрер со счётом 6-2, 6-1.

## Рейтинг на конец года
| Год  | Одиночный рейтинг | Парный рейтинг |
| 2023 | 260               | 207            |
| 2022 | 264               | 156            |
| 2021 | 347               | 266            |
| 2020 | 619               | 435            |
| 2019 | 673               | 493            |
| 2018 | 1049              | —              |
| 2017 | —                 | —              |
| 2016 | —                 | —              |
| 2015 | —                 | —              |
| 2014 | —                 | 818            |